# Boulevard Charlemagne (Bruxelles)
Pour les articles homonymes, voir Boulevard Charlemagne (Nancy) et Charlemagne (homonymie).
Le boulevard Charlemagne (en néerlandais : Karel de Grotelaan) est un boulevard bruxellois tracé au XIXe siècle hors du pentagone central du centre-ville. Il prolonge le boulevard Clovis à travers le quartier des squares jusqu'à la rue de la Loi.

## Histoire et description
C'est au coin de la rue de la Loi et du boulevard Charlemagne que se trouvent les institutions européennes, la Commission en son siège du Berlaymont avec son emblématique façade courbe et le Conseil de l'union européenne (conseil des ministres) dans un édifice de forme ovoïde enfermé dans un cube translucide qui doit être achevé en 2014. Le boulevard aboutit à la station du métro Schuman et à la gare de chemin de fer souterraine desservant les institutions européennes au coin de la rue de la Loi. Il est à noter une coïncidence dans le temps digne de remarque, une synchronicité par laquelle le nom de l'empereur Charlemagne -en qui les historiens s'accordent à voir un précurseur de l'union européenne- a été attribué au boulevard au XIXe siècle, près de 100 ans avant l'implantation sur ses rives des institutions européennes.

## Transport public
Arrêts au Square Ambiorix :     